# Chinguetti
Chinguetti (Arabisch: شنقيط) is een oude handelsstad in het noorden van Mauritanië. Chinguetti wordt vaak beschouwd als de zevende heilige stad van de islam. Chinguetti werd omwille van zijn ksar-architectuur in 1996 tijdens de 20e sessie van de Commissie voor het Werelderfgoed erkend als cultureel werelderfgoed en als onderdeel van de groepsinschrijving "Oude Ksour van Ouadane, Chinguetti, Tichitt en Oualata" toegevoegd aan de UNESCO werelderfgoedlijst.
De oorsprong van de stad is erg verbonden met de handelswegen die door dit gebied lopen. Chinguetti stond bekend als een islamitisch centrum van West-Afrika. In Chinguetti is er een bibliotheek uit de 14de eeuw met zo'n 150 boeken uit de afgelopen eeuwen.

## Bekende mensen afkomstig uit Chinguetti
- Ahmad ibn Al-Amin Al-Shinqiti (1863–1913) - Bekend schrijver
- Mukhtar Al-Shinqiti - Islamitische geleerde woonachtig in Medina
- Mohammed Amien Al-Shinqiti - Bekend islamitische geleerde